# The Harmony Codex
The Harmony Codex – siódmy album brytyjskiego muzyka Stevena Wilsona, wydany 29 września 2023 roku.

## Lista utworów[1]
1. "Inclination" - 7:15
2. "What Life Brings" - 3:40
3. "Economies of Scale" - 4:17
4. "Impossible Tightrope" - 10:42
5. "Rock Bottom" - 4:25
6. "Beautiful Scarecrow" - 5:22
7. "The Harmony Codex" - 9:50
8. "Time Is Running Out" - 3:57
9. "Actual Brutal Facts" - 5:05
10. "Staircase" - 9:26